# Continenza di Scipione
La Continenza di Scipione è un dipinto a olio su tela (74,8x356,2 cm) di Giovanni Bellini, databile al 1507-1508 e conservato nella National Gallery di Washington. Fa parte probabilmente della stessa serie con l'Introduzione del culto di Cibele a Roma di Andrea Mantegna.

## Storia
Il dipinto venne probabilmente commissionato a Mantegna nel 1505 dal cardinale Marco Cornaro per lo studiolo nel palazzo in San Polo del fratello Francesco, patrizio veneziano, con un soggetto scelto per celebrare la gens Cornelia, da cui i Cornaro dicevano di discendere. 

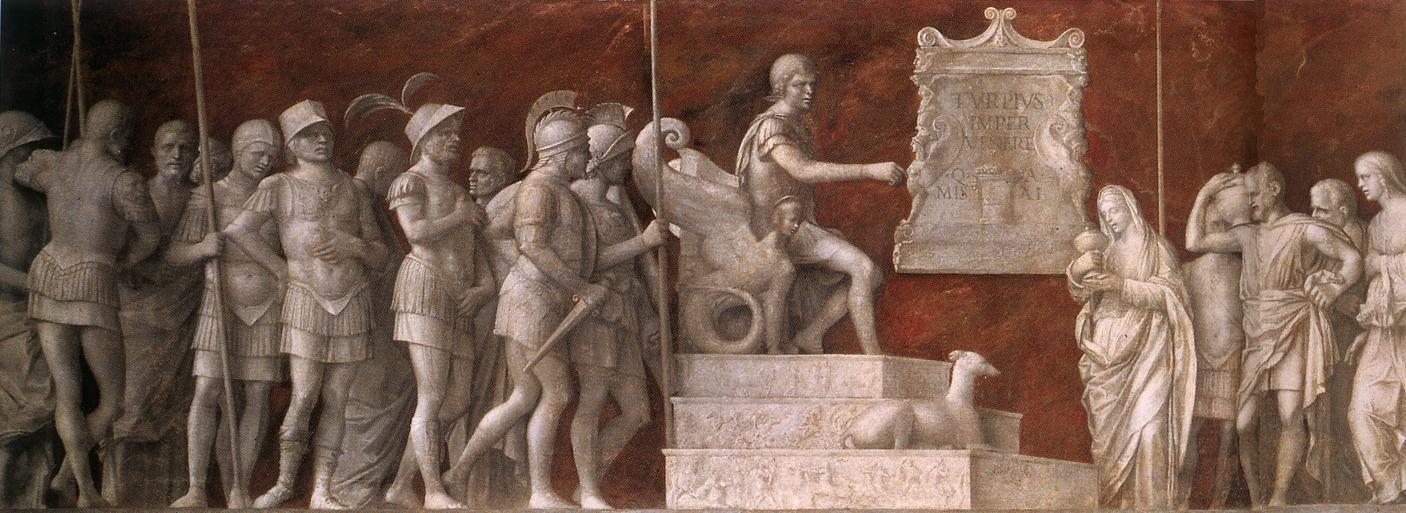
Prima metà

Il maestro attivo a Mantova fece però in tempo a completare solo un primo dipinto, l'Introduzione del culto di Cibele a Roma, prima di morire nel 1506. Solo in seguito l'incarico dovette venire passato al Bellini, il quale, già molto anziano, si dedicò all'opera riprendendo il motivo mantegnesco della grisaglia (monocromo): si tratta dell'ultimo punto di contatto della carriera dei due, che in gioventù avevano avuto una formazione comune.

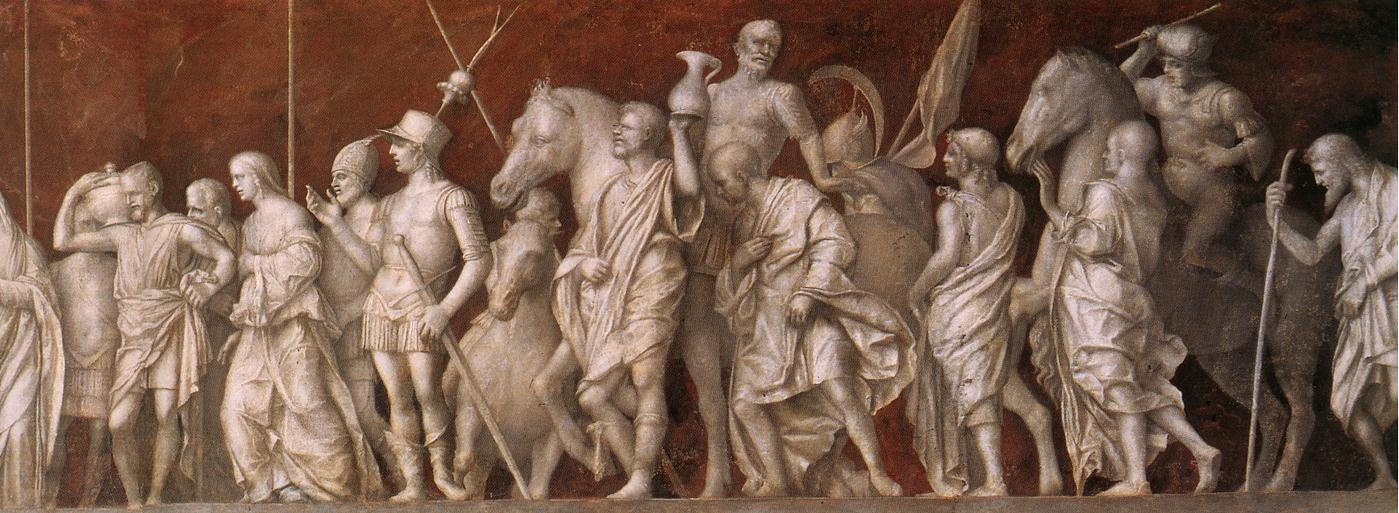
Seconda metà

Probabilmente il progetto prevedeva altre due tele, mai eseguite. La tela di Bellini riapparve nel mercato antiquario nel 1873, quando passò da una collezione inglese a un'altra. Nel 1948 venne intercettata da Alessandro Contini-Bonacossi, che la riportò in Italia, e l'anno successivo la vendette alla Samuel H. Kress Foundation. Venne poi donata al museo nel 1952. Fu Roberto Longhi (1951) a riavvicinare la tavola belliniana e quella mantegnesca, proponendo anche che della serie facessero parte due opere a monocromo di Mantegna più piccole ma di uguale altezza (Sofonisba e Tuccia), ma oltre a mancare riscontri documentari c'è la differenza di supporto (tela la prima, tavola le seconde) a rendere l'ipotesi meno probabile.

## Descrizione e stile
La tela si basa su un episodio della seconda guerra punica, narrato da Tito Livio e da Valerio Massimo. Publio Cornelio Scipione, poi noto come Scipione l'Africano per aver vinto Annibale in Africa, durante la campagna di Spagna, dopo la presa di Cartagena, nel 209 a.C., ricevette una bellissima vergine tra gli ostaggi, che gli fu consegnata personalmente. Ma egli, ascoltando le sue suppliche, la rispettò rimandandola ai genitori e al fidanzato, con l'unica raccomandazione che il suo promesso sposo, celtibero, si adoperasse per la pace tra Roma e Cartagine.
Scipione viene quindi rappresentato in trono, nella metà sinistra, con davanti la fanciulla e il fidanzato (con spada ed elmo), vicini ai genitori che portano dell'oro per il riscatto, che egli rifiuta, e verso i quali pronuncia la generosa sentenza. Nella placca al centro si legge l'iscrizione: TVRPIVS / IMPER / VENERE / .Q. A. / MIS AI.
Il divario stilistico tra Mantegna e Bellini si manifesta ormai, nel XVI secolo, più ampio che mai: alla rievocazione archeologica, la scansione grandiosa, nitida e lapidea del primo, si contrappone un chiaroscuro più morbido e avvolgente del secondo che, nonostante qualche durezza legata all'influenza di Dürer, ha già recepito le novità di Giorgione. Le figure di Bellini, almeno quelle di mano sua (quelle più periferiche sono infatti riferite alla bottega), traggono così un aspetto più animato e vivo, che scioglie il rigido classicismo del tema.